# Aldo Monti
Aldo Bartolomé Monteforte (Roma; 4 de enero de 1929 - Ciudad de México; 19 de julio de 2016), conocido como Aldo Monti, fue un actor y director italiano nacionalizado mexicano.

## Biografía
En 1947, emigró a Venezuela con sus padres, donde estudió actuación y participó en varias producciones televisivas y cinematográficas.
Se radicó en México a mediados de la década de los 50, donde trabajó en cine, teatro y televisión. También destacó como director de varias películas.
Murió en la Ciudad de México el 19 de julio de 2016.

## Filmografía

### Como director
- Acapulco 12-22 (1971)
- Santo en Anónimo mortal (1972)
- Querer volar (1980)
- Secuestro sangriento (1985)
- Vacaciones sangrientas (1988)
- Horas violentas (1992)
- Seducción sangrienta (1992)
- Obsesión asesina (1993)
- Uroboros (telenovela) (2001)

### Como actor
- Entre el amor y el odio (2002) Telenovela .... Lorenzo Ponti
- Confidente de secundaria (1996) Telenovela .... Rogelio
- El hogar que yo robé (1981) Telenovela .... Luis Felipe Velarde
- Verónica (1979-1980) Telenovela .... Federico
- Una noche embarazosa (1979) Película
- Mi secretaria (1978) Serie de televisión
- Una mujer (1978) Telenovela
- Marcha nupcial (1977-1978) Telenovela .... Julio
- Barata de primavera (1975-1976) Telenovela .... Fernando Meraz
- Santo y Blue Demon contra Drácula y el hombre lobo (1973) Película .... Drácula
- Rosario (1971) Película .... Sergio Rosell
- El amor de María Isabel (1971) Película .... Ariel
- El amor tiene cara de mujer (1971-1973) Telenovela .... Abel Delacroix
- La venganza de las mujeres vampiro (1970) Película
- Rubí (1970) Película .... Alejandro
- Santo en el tesoro de Drácula (1969) Película .... Conde Drácula
- El libro de piedra (1968) Película .... Carlos
- Flor marchita (1968) Película .... Renato Conti
- Pasión gitana (1968) Telenovela .... Conde Rolando de Monforte
- El ídolo (1966) Telenovela
- Valeria (1966) Telenovela
- Pánico (1966) Película .... (segmento "Angustia")
- La razón de vivir (1966) Telenovela
- Tú eres un extraño (1965) Telenovela .... David
- La trampa (1964) Telenovela
- Juicio de almas (1964) Telenovela .... Esteban
- Eugenia (1963) Telenovela .... Carlos
- La desconocida (1963) Telenovela .... Hugo
- La sombra del otro (1963) Telenovela
- Juramento de sangre (1962) Película
- El rayo de Jalisco (1962) Película
- Las momias de Guanajuato (1962) Telenovela
- Janina (1962-1963) Telenovela .... Rodolfo
- Marcela (1962) Telenovela
- Vivo o muerto (1960) Película .... Doroteo
- Nacida para amar (1959) Película
- Los hijos ajenos (1959) Película .... Jorge
- Kermesse (1959) Película .... Manuel
- Cadenas de amor (1959) Telenovela
- Teresa (1959) Telenovela .... Mario Vázquez
- Misterios de la magia negra (1958) Película
- El diario de mi madre (1958) Película .... Carlos Montes
- La torre de marfil (1958) Película
- Al sur de Margarita (1954) Película
- Noche de milagros (1954) película